# Centaurea edith-mariae
Centaurea edith-mariae — вид квіткових рослин айстрових (Asteraceae). Ендемік Хорватії. 